# ناصر پیروی
ناصر پیروی (زادهٔ آسیابر شهرستان سیاهکل - درگذشتهٔ ۷ اردیبهشت ۱۳۸۴ رشت) جنگلبان و رئیس اداره منابع طبیعی ماسال بود که به دلیل امتناع از برآوردن خواسته‌های گروهی سودجو، ترور شد. وی به «شهید مبارزه با مفاسد اقتصادی» مشهور شده‌است. از وی به عنوان یکی از خوشنام‌ترین و شجاع‌ترین جنگلبانان ایران نام برده شده‌است.

## درگیری‌ها با سودجویان
وی در طول مدت فعالیت خود با قاچاقچیان چوب و زمین‌خواران درگیری‌های فراوانی داشت. در ماه‌های آخر خدمت، وی با یک گروه چهار نفره برای جلوگیری از تصرف غیرقانونی ۵ هکتار جنگل درگیر شد. قاچاقچیان پس از بی‌اثر واقع شدن تطمیع وی، دست‌به‌کار تهدید او شدند وی پس از مواجه شدن با تهدیدها به سازمان قضایی نیروهای مسلح نیز شکایت برده بود که تا هنگام قتل وی پیگیری نشد.

## ماجرای قتل
وی ۷ اردیبهشت ۱۳۸۴ در جریان یک پست ایست و بازرسی قلابی، توسط شش تن ربوده شد. آنان پس از بستن دست و پای وی، سر او را با تیغ جدا کردند. رهبری این ترور با دو تن بود. یکی از دستگیرشدگان پیرامون نحوهٔ قتل گفته‌است: «او مرد سرسختی بود و نسبت به جنگل حساسیت خاصی داشت. من و همدستانم مدتی بود به خاطر مالکیت بخشی از جنگل با جنگلبانی کشمکش داشتیم و او سرسختانه مقابل ما ایستاده بود. ما هم تصمیم گرفتیم برای رسیدن به اهدافمان او را از سر راه برداریم. به همین دلیل تصمیم به کشتن او گرفتیم. طبق نقشه‌ای که طراحی کرده‌بودیم چهار نفر از همدستانم در جاده رشت - ماسال، با به تن کردن لباس نظامی یک پست ایست و بازرسی قلابی راه انداختند و هنگامی که پیروی از خانه‌اش به سمت جنگلبانی در حرکت بود او را در جاده متوقف کردند. پیروی نیز به این گمان که آن‌ها واقعاً پلیس هستند با آنان همکاری کرد، اما همدستانم او را به زور سوار خودرو کردند و به کلبه‌ای در جنگل‌های ضیابر صومعه سرا منتقل کردند. در آنجا پس از آنکه وی را مورد ضرب و شتم قرار دادیم در حالی که او بی‌حال شده بود، با یک تیغ موکت بری سرش را از بدنش جدا و جسد را برای اینکه توسط پلیس کشف نشود در جنگل رها کردیم.» جسد متلاشی شده او دو روز بعد در جنگل کشف شد.

### دستگیری و محاکمه متهمان
قاتلان پس از دو ماه توسط پلیس آگاهی تهران و رشت دستگیر شدند. با گذشت دو هفته، با برگزاری شش جلسه علنی دادگاه، حکم شش متهم پرونده صادر شد.

### متهمان
متهم ردیف اول پرونده قتل فردی ۴۳ ساله اهل ماسال و ساکن رشت بوده که دارای شغل آزاد بوده. متهم ردیف دوم مردی ۴۶ ساله، نظامی، اهل ماسال و ساکن رشت است. وی درجه بالایی داشته به‌طوری که متهمان ردیف ۳ تا ۵ در مقابل خواستهٔ او بدون شک و شبهه‌ای سخنانش را می‌پذیرند و با او همراه می‌شوند. متهم ردیف سوم فردی ۳۲ ساله، اهل و ساکن رشت، متهم ردیف چهار، ۲۵ ساله، اهل و ساکن رشت و دارای شغل آزاد، متهم ردیف پنج از نیروهای امر به معروف نهادهای نظامی در رشت و متهم ردیف ششم ۳۹ ساله و نظامی بوده‌اند.

### صدور و اجرای حکم
دادگاه، افراسیاب نصیری و پرویز کاظمی متهمان ردیف اول و دوم را به اتهام قتل این جنگلبان به اعدام و به اتهام شرکت در آدم ربائی به ۵ سال حبس محکوم کرد. سه متهم بعدی به اتهام آدم ربائی به ۱۵ سال حبس محکوم شدند. متهم ردیف شش به علت عدم وجود دلایل کافی تبرئه شد. تأیید حکم دو اعدامی در دیوان عالی کشور با تأخیر فراوان همراه بود. قاتلان نهایتاً آذر ۸۷ در رشت اعدام شدند. این اعدام، اولین مورد از اعدام افرادی است که اقدام به قتل یا جرح جنگلبانان و محیط‌بانان کرده‌اند.